# Млађи икавски дијалекат
Млађи икавски или босанско-далматински дијалекат је млађи штокавски дијалекат икавског изговора.
Распрострањен је у Далмацији, Лици, западним деловима Босне и Херцеговине и на северу Војводине (Буњевци и Шокци). Овај дијалекат је карактеристичан за Хрвате у Далмацији, Лици и Босни. Млађим икавским дијалектом причају и Бошњаци у Цазинској Крајини на крајњем западу Босне. Срби га користе у неким селима околине Ливна у Босни, затим Бенковца и Дрниша (Житнић и Кричке) у Далмацији.